# Страшный (миноносец)
«Стра́шный» — российский эскадренный миноносец типа «Сокол», героически погибший в неравном бою с японцами под Порт-Артуром 31 марта (13 апреля) 1904 года.

## Строительство
Заложен на Невском заводе под названием «Скворец» в 1900 году. 9 марта 1902 года переименован в «Страшный». В разобранном виде был переведён в Порт-Артур, где в эллинге на полуострове Тигровый хвост началась его сборка. В 1903 году спущен на воду, продолжал достраиваться на плаву. К началу русско-японской войны проходил испытания механизмов, 20 и 24 февраля 1904 года выходил в море на ходовые испытания, после чего включён в боевой состав Тихоокеанской эскадры. 

## Боевая работа
Первый боевой поход выполнил 28 февраля, обеспечивая постановку минного заграждения минным заградителем «Амур». 1 марта совместно с «Сторожевым» выходил в море на разведку, 10 марта участвовал в масштабном обследовании прилегающих к Порт-Артуру вод (тогда в море одновременно вышли 10 миноносцев). 13 и 14 марта участвовал в боевых походах эскадры под флагом вице-адмирала С. О. Макарова. 15 и 21 марта ходил в ночные разведки. Также несколько раз нёс ночные дежурства у входа в гавань.
В конце марта С. О. Макаров приказал поставить на каждый миноносец по пулемёту. Для «Страшного» пулемёта не хватило и тогда его артиллерийский офицер лейтенант Е. А. Малеев установил на корабле пятиствольную китайскую картечницу Норденфельда, снятую с потопленного при отражении второй атаки 14 (27) марта 1904 года японского брандера.  

## Последний бой
Вечером 30 марта (12 апреля) 1904 года восемь российских миноносцев под флагами командира 1-го отряда миноносцев капитана 2-го ранга Е. П. Елисеева и командира 2-го отряда миноносцев капитана 2-го ранга М. В. Бубнова вышли из Порт-Артура на разведку и двумя группами по 4 миноносца в каждой взяли курс на острова Сапшантау. Каждый из командиров отрядов вёл группу по 4 миноносца своего отряда, «Страшный» входил в состав второй группы. К полуночи отряд вошел в группу островов. В начале первого часа ночи погода ухудшилась, начался дождь и лёг туман, отчего возникла опасность заблудиться в островах. Поэтому миноносцы повернули обратно. Около 22-15 ночи «Страшный» и «Смелый» потеряли свой отряд и пытались совместно его отыскать, но в ходе маневрирования потеряли и друг друга. 
Около двух часов ночи 31 марта (13 апреля) сигнальщики «Страшного» заметили в море огни и силуэты шести кораблей, это был один из отрядов японских миноносцев, прикрывавших постановку минные заграждений, на «Страшном» приняли их за свои корабли, присоединившись к отряду. Японцы так же приняли его за свой корабль. С рассветом на «Страшном» подняли позывные. В ответ на это корабли открыли огонь по «Страшному». Четыре японских миноносца и два двухтрубных крейсера, развернувшись веером, начали осыпать «Страшный» снарядами. «Страшный» попытался прорваться в Порт-Артур, но японцы настигали его. Вторым залпом японцы добились попадания в миноносец шестидюймовым снарядом, им был убит командир капитан 2-го ранга К. К. Юрасовский и было уничтожено носовое 76-мм орудие. Командование принял лейтенант Е. А. Малеев.
«Страшный» выпустил из носового аппарата торпеду в японский крейсер и нанёс ему повреждения. На помощью этому крейсеру подошел второй. Теперь только четыре вражеских миноносца преследовали «Страшный». По японским данным, в бою со «Страшным» изначально участвовали 4 миноносца типа «Икадзути» отряда капитана 1-го ранга Исиды («Икадзути», «Инадзумо», «Оборо», «Акэбоно»), крейсеров в районе боя не было вообще, попадание торпеды в свои корабли японцы также отрицают, хотя пуск торпеды наблюдали и она прошла очень близко к «Икадзути»).
Примерно через 7 минут после начала боя в кормовом аппарате «Страшного» от попавшего в него снаряда взорвалась торпеда. В результате этого взрыва была убита почти вся прислуга торпедного аппарата и кормового 47-мм орудия, были повреждены цилиндры обеих машин и перебило главную паровую магистраль. Корабль лишился хода. Взрывом был убит инженер-механик П. М. Дмитриев. Оставшиеся в живых машинисты и кочегары вышли наверх и приняли участие в бою, заменив у орудий убитых и раненых.
Один из японских снарядов сбил заднюю трубу миноносца. Миноносец заволокло дымом. 
Японские корабли подошли к стоящему миноносцу на расстояние 70-80 метров и стали расстреливать его в упор, разбив последние орудия. Лейтенант Малеев открыл беглый огонь по неприятелю из уцелевшей пятиствольной картечницы, разбив мостик одного японского миноносца и разворотив трубу другого. В это время на звуки стрельбы подошёл «Смелый», но когда все японские миноносцы развернулись в его сторону и открыли огонь, его командир М. К. Бахирев не принял боя и ушёл полным ходом в Порт-Артур. В своё оправдание Бахирев докладывал, что «Страшный» к тому времени уже тонул, но это было не так.
Вернувшись к «Страшному», японцы возобновили его расстрел, при этом появлявшихся на его палубе членов экипажа и даже раненых добивали ружейным огнём, и только тогда он начал быстро погружаться, около 6 час. 15 мин. утра корабль пошел ко дну с поднятым Андреевским флагом. В воде оказались от 8 до 12 уцелевших моряков с лейтенантом Е. Малеевым. Бой продолжался почти полтора часа. С кораблём погибли 4 офицера и 53 нижних чина.
Японцы признают в этом бою попадания снарядов в «Икадзути» и ранение четырёх членов его экипажа.
Японские миноносцы начали спешно отходить, когда на помощь «Страшному» около 6 час. 30 мин. пришёл крейсер «Баян», издалека открывший огонь по ним. Но из воды удалось спасти только пятерых матросов «Страшного» , поскольку на горизонте появился отряд японских крейсеров (6 вымпелов), с дистанции 40 кабельтовых открывший огонь по «Баяну» (от близких разрывов имелись осколочные повреждения в надстройках). В этой ситуации командир крейсера Р. Н. Вирен приказал прекратить спасение и отходить (сигнальщики к тому времени докладывали о трёх замеченных людях на воде, которых течением отнесло на значительное расстояние) и отходить к своей эскадре, выходившей навстречу из Порт-Артура. Отстреливаясь (выпущен 31 снаряд), «Баян» ушёл.
Имеются достаточно противоречивые публикации, что японцами были подняты с воды и взяты в плен 3 члена экипажа «Страшного».
По приказу командующего Тихоокеанской эскадрой вице-адмирала Степана Макарова к месту боя «Страшного» ещё в 5-40 утра начала выход эскадра, но к 7-15 на внешний рейд вышли только броненосец «Петропавловск» и «Полтава», а также крейсеры «Аскольд», «Диана», «Новик» и несколько миноносцев. Узнав из доклада Вирена, что на месте гибели «Страшного» на воде оставались неспасённые моряки, Макаров приказал идти для их спасения, не дожидаясь остальных (к тому времени броненосец «Пересвет» сел на мель при выходе из гавани, задержав выход остальных кораблей эскадры). В 8-15 «Петропавловск» с предельной дистанции открыл огонь по японскому отряду крейсеров, в 8-40 сигнальщики обнаружили дымы основных сил японского флота, стремившихся отрезать русские корабли от Порт-Артура и Макаров приказал возвращаться, а в 9-43 уже перед Порт-Артуром «Петропавловск» подорвался на установленных японцами накануне минах и погиб вместе с большей частью команды и командующим эскадрой.  

## Командиры
- 28 января — 7 февраля 1904 года — врид капитан 2-го ранга Погорельский, Евсевий Михайлович
- 7 — 14 февраля 1904 года — врид лейтенант Дрешер, Пётр Яковлевич
- 14 февраля — 5 апреля 1904 года — лейтенант (с 28 марта 1904 года капитан 2-го ранга) Юрасовский, Константин Константинович

## Список офицеров миноносца, погибших в бою 31 марта 1904 года
- Командир: капитан 2-го ранга Юрасовский, Константин Константинович
- Вахтенный начальник и артиллерийский офицер: лейтенант Малеев, Ермий Александрович — во время боя после гибели капитана взял командование миноносцем на себя. В его честь назвали миноносец Сибирской флотилии[9].
- И. д. минного офицера: мичман Акинфиев, Андрей Михайлович
- Судовой механик: младший инженер-механик: Дмитриев, Павел Михайлович

## Память о корабле
В память о героическом бое были названы четыре миноносца: «Страшный», «Капитан Юрасовский», «Лейтенант Малеев», «Инженер-механик Дмитриев».

## Отражение в литературе
Последний бой и гибель «Страшного» подробно описаны в романе Александра Степанова «Порт-Артур».